# حميدة بنت النعمان
حميدة بنت النعمان بن بشير شاعرة عربية من العصر الأموي، لها شعر هجاء في أزواجها الأربعة، إضافةً إلى مساجلات شعرية مع اثنين منهم.

## سيرتها
ولدت في المدينة المنورة ثم رافقت أباها إلى حمص حين صار واليا عليها. توفيت بالشام في أواخر خلافة عبد الملك بن مروان نحو سنة 704 م.